# Diamond DA42

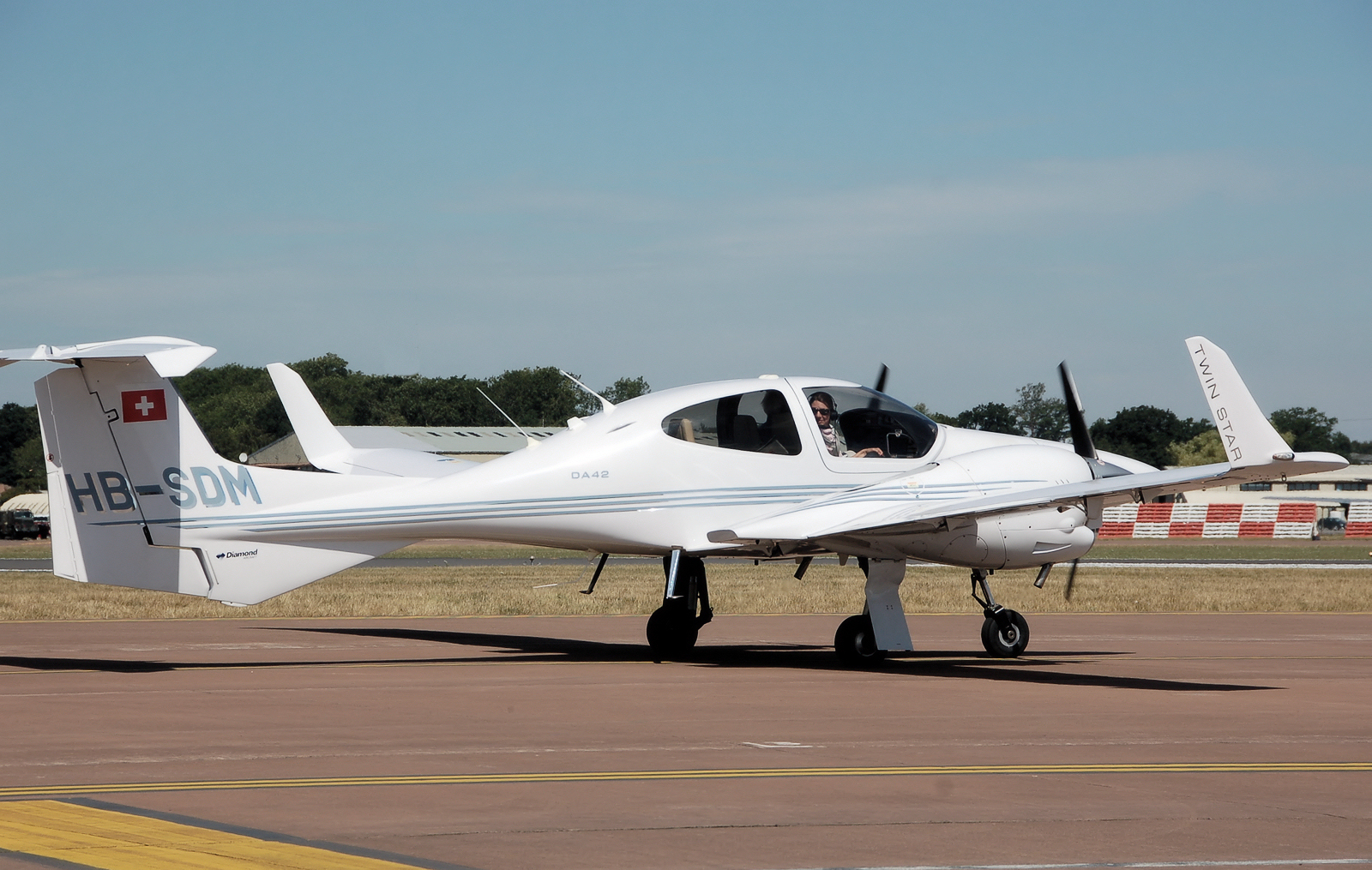
DA42 Twin Star

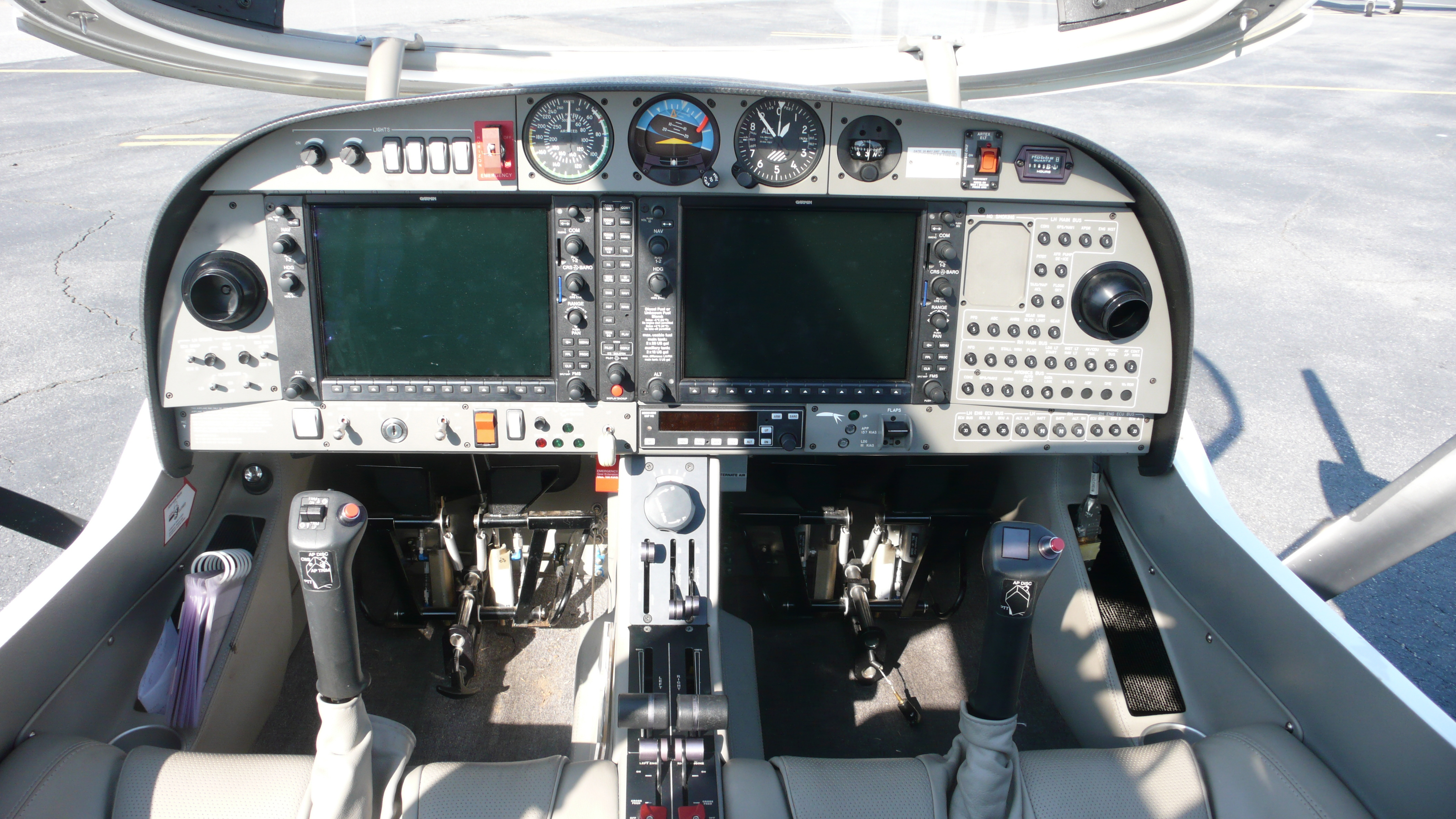
Panell d'instruments d'un Diamond DA42 Twin Star mostrant el sistema Garmin G1000 de cabina de cristall.

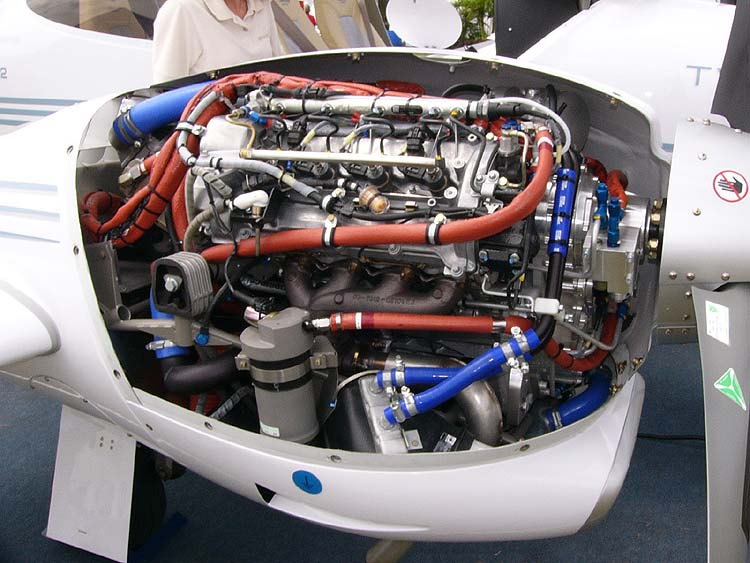
Motor dièsel d'un Diamond DA42 Twin Star (un Thielert Centurion 1.7)

El Diamond DA42 Twin Star és una avioneta bimotor propulsada amb hèlixs i 4 places. És un disseny de l'empresa austríaca Diamond Aircraft i es fabrica a Àustria i el Canadà. Tot i que la cabina és semblant a l'avioneta Diamond DA40 la DA42 disposa de 2 motors i té unes prestacions més elevades. Al contrari que la majoria d'avionetes algunes de les seves versions són propulsades amb motors dièsel.

## Història operacional
El DA42 Twin Star va ser certificat pel vol a Europa l'any 2004 i als Estats Units el 2005.
El DA42 va ser el primer avió a realitzar la travessa sense aturades de l'oceà Atlàntic propulsat amb motors dièsel. Va tardar 12,5 hores amb un consum mitjà de 21,73 L/h (5,74 galons per hora). El juny de 2012 un DA42 propulsat amb motors Austro AE300 va ser el primer avió a volar amb biocombustible produït a base d'algues.
El DA42 ha esdevingut un model reeixit i el 2012 suposa el principal model per ingressos de Diamond Aircraft. El CEO de l'empresa ha Christian Dries ha indicat que després de la recessió de 2008-2010 el mercat privat ha baixat i 2/3 parts de les vendes són de forces de seguretat i militars amb la versió de patrulla i vigilància del DA42.

## Variants

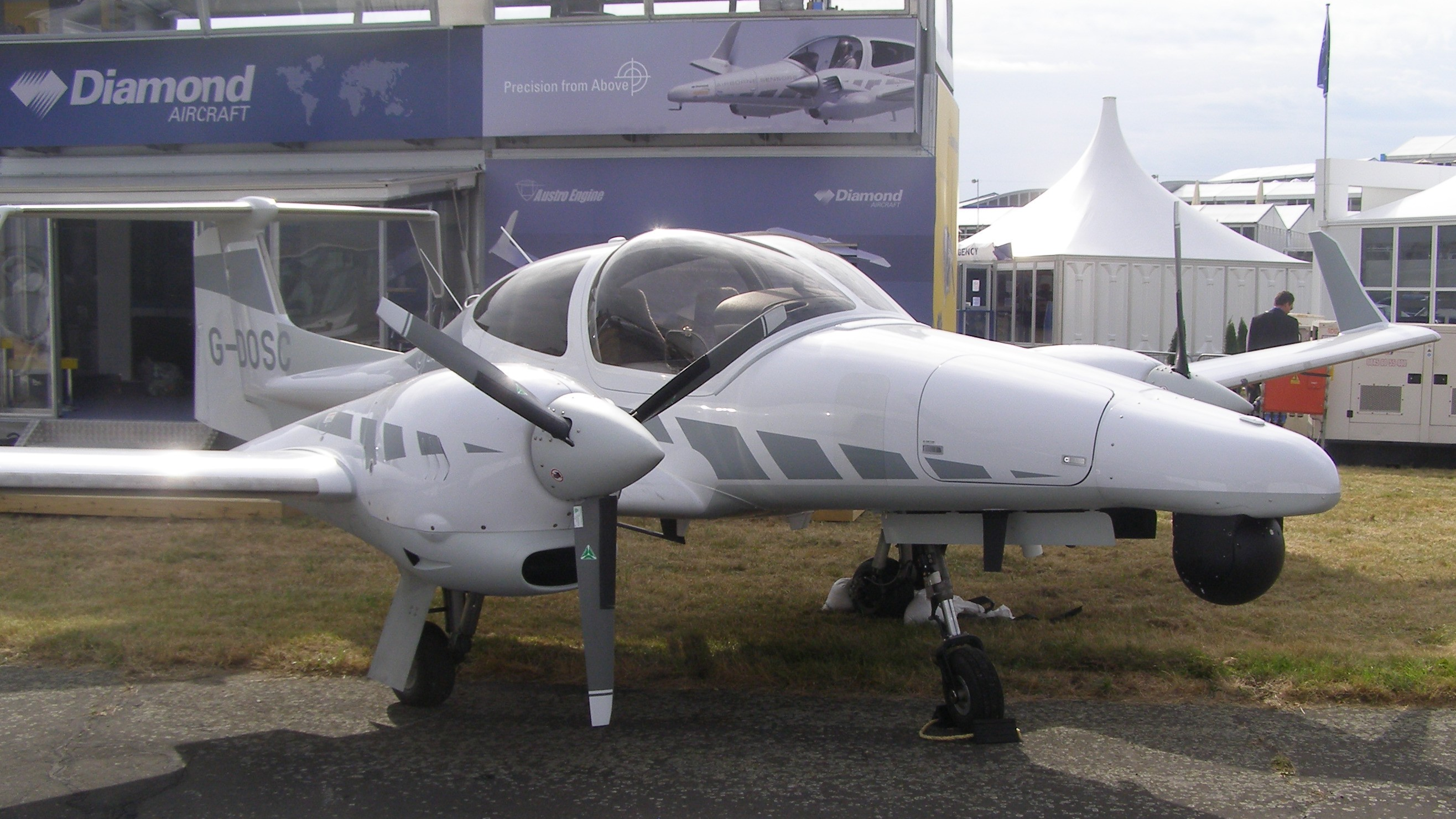
DA-42 MPP a la fira aeronàutica de Farnborough del 2010.

DA42
Model de producció inicial, tant a Àustria com a Canadà
DA42 M
Variant per a missions especials fabricades a Àustria
DA42 L360
Versió propulsada per un motor Lycoming IO-360 de 180 CV i que funciona amb combustible Avgas 100LL en comptes de Jet Fuel-A1. Model dissenyat pel mercat d'escoles de pilots dels Estats Units.
DA42 NG
Versió motoritzada amb el motor dièsel Austro Engine AE300 de 170 CV.
DA42 MPP
Versió de vigilància modificada per DO Systems per al Ministeri de Defens del Regne Unit. Dos aparells encarregats el juny de 2008.
Dominator II
Variant molt modificada per Aeronautics Defense Systems Ltd que és un vehicle aeri no tripulat o UAV. El primer vol va ser el juliol de 2009. Té una autonomia de 28 hores amb una càrrega de 408 kg amb velocitats de 5-190 nusos (140-354 km/h) a una alçada màxima de 30.000 peus.
DA42-VI
Versió millorada del DA42 introduïda el març de 2012 amb nous hèlixs i refinaments aerodinàmics a les góndoles dels motors i el timó de profunditat, permeten un major rendiment i velocitat de creuer.

## Especificacions
Característiques generals
- Tripulació: 1 pilot
- Capacitat: 3 passatgers
- Longitud: 8,56 m
- Envergadura: 13,42 m
- Alçada: 2,49 m
- Superfície de l'ala 16,29 m²
- Pes buit: 1.251 kg
- Pes carregat: 1.700 kg
- Motors: 2×  motor dièsel Austro Engine, 125 kW   cada un

 Rendiment 
- Velocitat màxima: 348 km/h km/h (188 nusos)
- Abast en trasllat: 1.693 km
- Sostre de servei: 5.486 m
- Ràtio d'ascens: 6,5 m/s